# Kulturschule Rokiškis

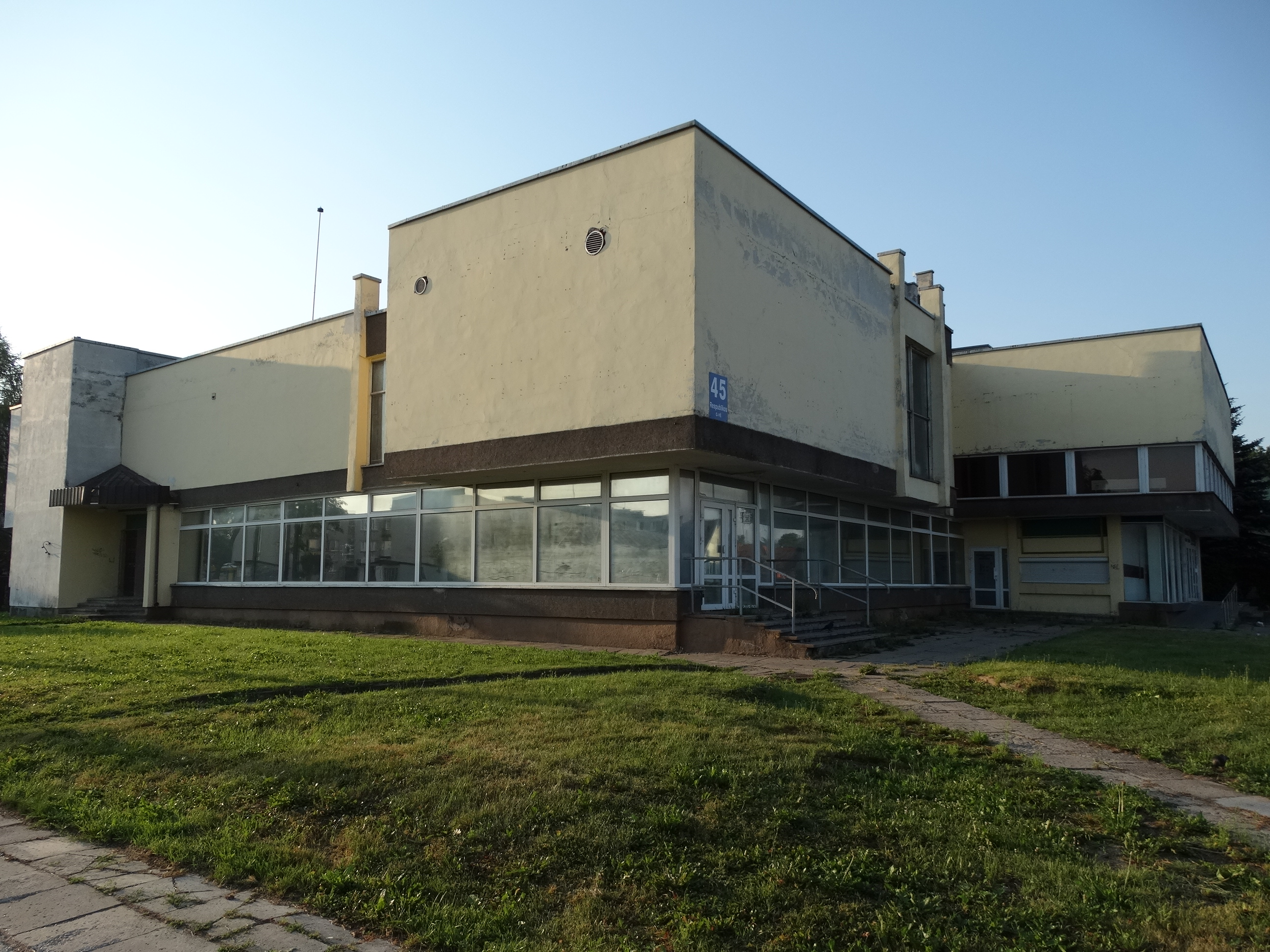
Gebäude

Die Kulturschule Rokiškis (lit. Rokiškio kultūros mokykla) ist eine ehemals eigenständige Hochschule in Rokiškis, Litauen. Die Schule bildete Bibliothekare, Freizeitspädagogen, Folkloregruppenleiter, Mitarbeiter der ethnischen Kultur und Veranstaltungen, Musikpädagogen und Kirchenorganisten aus.

## Geschichte
1967 wurde die Kulturschule Rokiškis in den Räumen des Mechaniktechnikums Rokiškis in Sowjetlitauen errichtet. Ab 1976 bildete man auch die Bibliothekare aus. Die Zugangsvoraussetzung war das der Abschluss der Mittelschule. Ab 1984 bildete man auch die leitenden Mitarbeiter der Kultur- und Bildungsarbeit sowie Gruppenleiter im Film- und Photobereich aus.
Ab 1992 arbeitete man mit dem Vilniaus pedagoginis institutas und dem Lietuvos konservatorija zusammen. Mit Unterstützung des Bistums Panevėžys, des Kulturministeriums Litauens und des Bildungsministeriums Litauens bildete man Medienpädagogen und Kirchenorganisten aus.
1993 wurde die Kulturschule Rokiškis zum Kolleg Rokiškis und 2000 zur höheren pädagogischen Schule Rokiškis erhoben. 2002 wurde sie als Filiale Rokiškis in die Hochschule Panevėžio kolegija eingegliedert. 2012 studierten 91 Studenten, davon 54 im Präsenzstudium und 37 im Fernstudium an der Filiale Rokiškis. 2013 waren unter den Absolventen der Filiale vier Musiklehrer, 10 Tourismus- und Freizeitmanager und 16 Kulturmanager.
An der Filiale lehren 7 Hochschullehrer sowie 5 Lektoren und zwei Dozenten. Die Studiengänge sind Pädagogik der englischen Sprache und Pädagogik der deutschen Sprache.

## Struktur
- Lehrstuhl für Kultur und Musik (Leiterin Ramunė Cegelskaitė-Spaičienė)[4]
- Lehrstuhl für Tourismus und Sprachen (Leiterin Ramunė Cegelskaitė-Spaičienė)[5]

## Lehrer
- Birutė Dauginytė, Chordirigentin
- Jonas Korenka, Regisseur und Politiker
- Janina Mikalajūnienė-Kareniauskaitė, Chordirigentin
- Kęstutis Mikeliūnas, Chordirigent

## Absolventen
- Kęstutis Biveinis, Organist
- Jonas Buziliauskas, Politiker von Rokiškis
- Petras Luomanas, Politiker
- Vidmantas Paliulis, Politiker von Kupiškis
- Janina Pranckūnienė, Politiker von Panevėžys
- Mėčislovas Raštikis, Politiker von Klaipėda
- Rimantas Vaičekonis, Chordirigent